# Teknikåret 1989

## Händelser

### Augusti
- 19 augusti - Den första praktiskt användbar fotografiska metoden, fransmannen Louis Jacques Mandé Daguerres daguerrotypi, firar 150-årsjubileum.[1]

### December
- 24 december - Videokameran är "årets julklapp" i Sverige [2].

### Okänt datum
- Intel släpper mikroprocessorn 80486 [3].
- Datortillverkaren Tandy köper Victor, franska Bull köper DIAB, brittiska ICL köper Nokia Data. Detta markerar slutet på den svenska persondatortillverkningen.

### Fotnoter
1. ↑   Horisont 1989. Bertmarks
2. ↑  "Årets julklapp" i Sverige Arkiverad 22 januari 2011 hämtat från the Wayback Machine.